# Una zebra a pois
Una zebra a pois è un album raccolta di Ivan Cattaneo pubblicato nel 2008 dall'etichetta Linea/Venus.

## Tracce
1. La bambolina che fa no no
2. Bang Bang
3. Una zebra a pois / Tintarella di luna
4. Il ballo del mattone
5. Ragazzo triste
6. Il geghegè
7. St. Tropez Twist
8. Light my fire
9. Che colpa abbiamo noi
10. Un ragazzo di strada
11. Stessa spiaggia, stesso mare
12. Nessuno mi può giudicare